# Capellia stigma
Capellia stigma är en stekelart som beskrevs av Boucek 1970. Capellia stigma ingår i släktet Capellia och familjen puppglanssteklar. Inga underarter finns listade.